# Europamästerskapen i bågskytte 2021
Europamästerskapen i bågskytte 2021 arrangerades i Antalya i Turkiet mellan den 31 maj och den 6 juni 2021.

## Resultat

### Recurve
| Event                | Guld                                                                | Silver                                                        | Brons                                                                 |
| Individuellt, herrar | Pablo Acha Spanien                                                  | Galsan Bazarzjapov Ryssland                                   | Moritz Wieser Tyskland                                                |
| Individuellt, damer  | Lisa Barbelin Frankrike                                             | Karyna Dziominskaya Belarus                                   | Denisa Baránková Slovakien                                            |
| Lag, herrar          | Nederländerna (NED) Steve Wijler Sjef van den Berg Rick van der Ven | Ukraina (UKR) Ivan Kozhokar Oleksij Hunbin Heorhiy Ivanytskyy | Ryssland (RUS) Aldar Tsybikzhapov Galsan Bazarzjapov Beligto Tsynguev |
| Lag, damer           | Ryssland (RUS) Jelena Osipova Svetlana Gombojeva Ksenia Perova      | Tyskland (GER) Lisa Unruh Michelle Kroppen Charline Schwarz   | Danmark (DEN) Maja Jager Kirstine Andersen Randi Degn                 |
| Lag, mixat           | Ryssland (RUS) Jelena Osipova Aldar Tsybikzhapov                    | Spanien (ESP) Elia Canales Pablo Acha                         | Polen (POL) Magdalena Śmiałkowska Kacper Sierakowski                  |

### Compound
| Event                | Guld                                                             | Silver                                                            | Brons                                                                                |
| Individuellt, herrar | Yakup Yıldız Turkiet                                             | Mathias Fullerton Danmark                                         | Lukasz Przybylski Polen                                                              |
| Individuellt, damer  | Tanja Gellenthien Danmark                                        | Ella Gibson Storbritannien                                        | Sanne de Laat Nederländerna                                                          |
| Lag, herrar          | Turkiet (TUR) Evren Çağıran Furkan Oruç Yakup Yıldız             | Frankrike (FRA) Quentin Baraër Nicolas Girard Adrien Gontier      | Grekland (GRE) Dimitrios-Konstantinos Drakiotis Stavros Koumertas Andreas Zacharakis |
| Lag, damer           | Frankrike (FRA) Lola Grandjean Sophie Dodemont Tiphaine Renaudin | Nederländerna (NED) Sanne de Laat Jody Vermeulen Inge van der Ven | Italien (ITA) Sara Ret Irene Franchini Marcella Tonioli                              |
| Lag, mixat           | Belgien (BEL) Sarah Prieels Reginald Kools                       | Estland (EST) Lisell Jäätma Robin Jäätma                          | Tyskland (GER) Janine Meissner Tim Krippendorf                                       |

### Medaljtabell
*   Värdland ( Turkiet)
| Nr                   | Nation               | Guld | Silver | Brons | Totalt |
| -------------------- | -------------------- | ---- | ------ | ----- | ------ |
| 1                    | Ryssland             | 2    | 1      | 1     | 4      |
| 2                    | Frankrike            | 2    | 1      | 0     | 3      |
| 3                    | Turkiet*             | 2    | 0      | 0     | 2      |
| 4                    | Danmark              | 1    | 1      | 1     | 3      |
| 4                    | Nederländerna        | 1    | 1      | 1     | 3      |
| 6                    | Spanien              | 1    | 1      | 0     | 2      |
| 7                    | Belgien              | 1    | 0      | 0     | 1      |
| 8                    | Tyskland             | 0    | 1      | 2     | 3      |
| 9                    | Belarus              | 0    | 1      | 0     | 1      |
| 9                    | Estland              | 0    | 1      | 0     | 1      |
| 9                    | Storbritannien       | 0    | 1      | 0     | 1      |
| 9                    | Ukraina              | 0    | 1      | 0     | 1      |
| 13                   | Polen                | 0    | 0      | 2     | 2      |
| 14                   | Grekland             | 0    | 0      | 1     | 1      |
| 14                   | Italien              | 0    | 0      | 1     | 1      |
| 14                   | Slovakien            | 0    | 0      | 1     | 1      |
| Totalt (16 nationer) | Totalt (16 nationer) | 10   | 10     | 10    | 30     |

## Deltagande nationer
40 nationer deltog i tävlingen. Inom parentes anges antalet tävlande från varje land.

- Azerbajdzjan (5)
- Belarus (6)
- Belgien (6)
- Bulgarien (4)
- Cypern (4)
- Danmark (11)
- Estland (9)
- Finland (6)
- Frankrike (12)
- Grekland (9)
- Island (1)
- Irland (3)
- Israel (6)
- Italien (12)
- Kosovo (2)
- Kroatien (6)
- Lettland (1)
- Litauen (6)
- Luxemburg (5)
- Moldavien (5)
- Montenegro (1)
- Nederländerna (11)
- Norge (2)
- Polen (12)
- Portugal (10)
- Rumänien (6)
- Ryssland (12)
- Serbien (4)
- Slovakien (9)
- Slovenien (7)
- Spanien (12)
- Storbritannien (3)
- Sverige (7)
- Schweiz (10)
- Tjeckien (11)
- Turkiet (12)
- Tyskland (12)
- Ukraina (8)
- Ungern (2)
- Österrike (9)